# Selecció de rugbi XV de Nova Zelanda

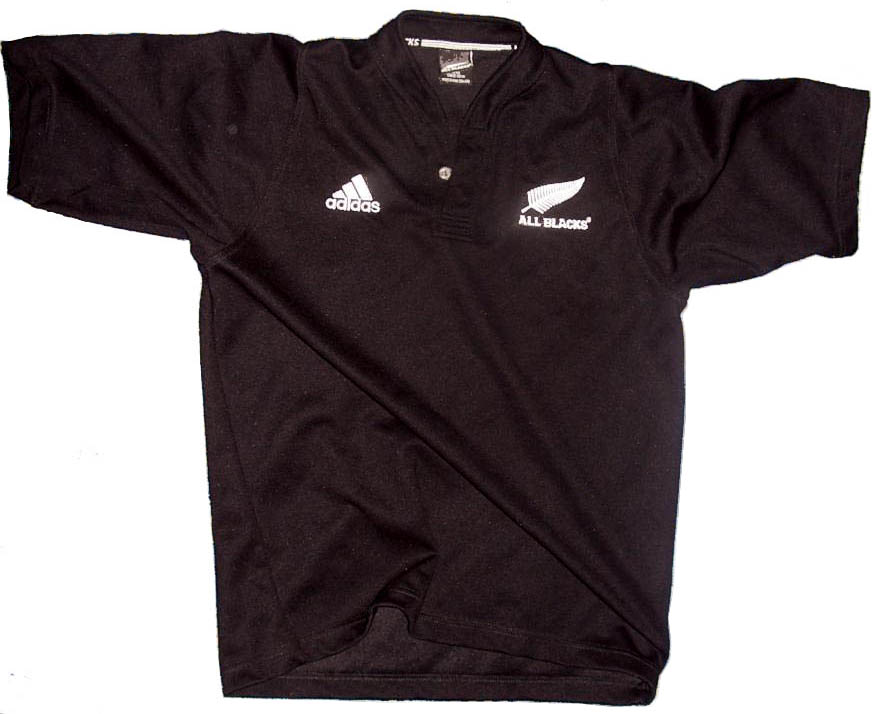
Jersei de la selecció, 1999

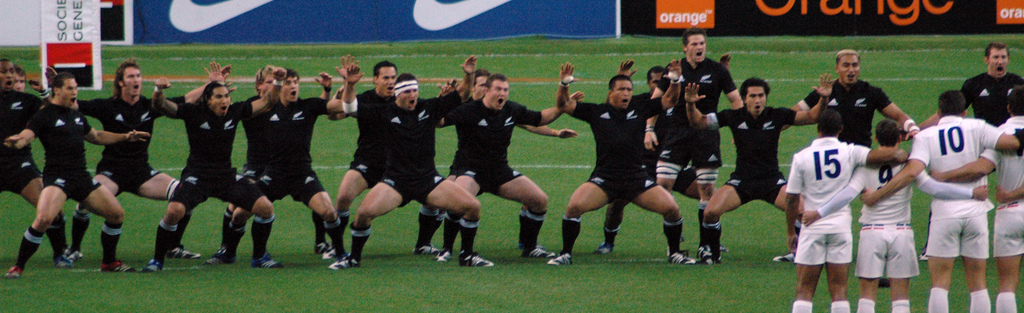
La dansa maori Haka

La Selecció de rugbi de Nova Zelanda, coneguda com a "All Blacks" a causa del seu uniforme completament negre, és considerada com una de les millors del món. El rugbí és considerat esport nacional a Nova Zelanda. La selecció de rubgí de Nova Zelanda ha guanyat la Copa del Món de Rugbi en tres ocasions (1987, 2011 i 2015), les dues primeres essent amfitriona, i deu vegades el Torneig de les Tres Nacions, sent la selecció que n'ha aconseguit més (10 de 16 participacions). Actualment la selecció es troba al primer lloc del rànquing internacional. posseeixen el rècord de més assajos aconseguits de la història del rugbi i és l'única selecció que té un balanç guanyador amb tots els rivals a què s'han enfrontat. Des de la seva aplicació són l'equip que s'ha mantingut més temps al número 1 del rànquing mundial per sobre totes les seleccions juntes de manera combinada.
Al llarg de la seva història han guanyat un 75% dels partits que han jugat des de 1903, i durant més de 100 anys només 5 seleccions que han estat entre els 20 millors del rànquing internacional del rugbi han derrotat els all blacks. Van ser nomenats Equip de l'Any per la International Rugby Board (IRB) en els anys 2005, 2006, 2008 i el 2010. Quinze dels seus antics jugadors han estat inclosos al Saló de la fama del rugbi internacional. Dos jugadors de l'equip actual han guanyat 4 vegades el premi al Millor jugador de l'any atorgat per l'International Rugby Board, Daniel Carter (2005) i Richie McCaw (2006, 2009, 2010); aquest últim nomenat 7 cops en els darrers nou anys.
L'equip va competir per primera vegada el 1884 contra el Comtat de Cumberland, Nova Gal·les del Sud, i va jugar el seu primer test match el 1903, amb una victòria contra Austràlia. Després va continuar amb una gira per l'hemisferi nord el 1905 on ja portaven l'equipació de color negre.
Abans de cada partit, l'equip representa una dansa guerrera tradicional maori, el Haka. La haka tradicional és la Ka Mate d'Et Rauparaha, tot i que des de 2005 es representa ocasionalment Kapa o Pango, una versió modificada de la haka All Black de 1924, Kia Whaka-ngawari.
El maig de 2017 fou guardonat amb el Premi Princesa d'Astúries dels Esports.

## L'equipació
L'actual samarreta de la selecció de Nova Zelanda és completament negra, amb el logotip d'Adidas (a l'esquerra) i la clàssica fulla de falguera de color plata (a la dreta) al front, tot i que de vegades inclou una breu franja blanca al coll. Als seus inicis, vers el 1884 i amb motiu de la seva primera gira internacional a Austràlia estava conformada per un jersei de color blau fosc amb la falguera daurada a l'esquerra. El 1893, després de la seva reunió anual, la federació decidí que l'uniforme fos un jersei negre amb la fulla de falguera platejada i pantalons negres. Altres fonts fotogràfiques de l'època suggereixen que també jugaren amb pantalons blancs.
Adidas, el seu patrocinador actual té un contracte amb la NZRFU (la federació de rugbi neozelandesa) des de 2002 per un valor de $200 milions per 9 anys de durada, amb la condició que els all blacks mantinguin el seu record històric de guanyar 3 de cada 4 partits jugats. Nike, el seu principal competidor també va buscar-ho en el seu moment, però es va decantar finalment per Tiger Woods.
Val a dir també que segons les xifres extra-oficials transcendides el 2002 la NZRFU ingressava uns $50 milions anuals en drets televisius; fent dels all blacks (a falta de confirmació) unes de la primeres, si no la primera marca comercial en font d'ingressos de promoció de tota Nova Zelanda.

## El haka
Entre els molts numerossos hakas de totes les tribus maorís que hi ha arreu de Nova Zelanda, el més conegut per ser representat pels All Blacks abans de cada partit és el "Ka Mate", compost al segle xix pel cap guerrer maorí "Te Rauparaha".
Els primers registres de hakas amb la selecció neozelandesa han estat el 1884 durant una gira a Nova Gal·les del Sud, Austràlia.
Més endavant, el 1889, un equip de futbol amb molts jugadors d'ascendència maori conegut com l'Equip de Nadius de Nova Zelanda fan una gira per les Illes Britàniques als quals se'ls permetria representar el seu Haka vestits en indumentària tradicional, llavors la resta s'hi afegia, però no va començar a fer-se ressò als mitjans de comunicacions anglesos fins al 1900 que un diari va escriure un article sobre alguns soldats neozelandesos participant en la guerra dels boers en l'actual Sud-àfrica (aleshores Nova Zelanda encara era colònia britànica) on se'ls sentia cridar càntics maoris.
Durant el seu primer partit oficial a Austràlia l'agost de 1903 la selecció de rugbi de Nova Zelanda va representar per primera vegada el Haka "Tena Koe Kangaroo".
El 1905 durant la gira britànica van representar el Haka "Ka Mate" en un partit davant Escòcia. La setmana següent, davant el País de Gal·les, amb el desconcert i el poc coneixement del Haka, el públic gal·lès junt al seu equip van respondre cantant el seu himne nacional.
Uns anys després, el 1916 un equip de l'exèrcit neozelandès jugà a Cardiff i va quedar imprès en el programa que el Haka "Ka Mate" es representava com acompanyament abans dels partits que jugaven les seleccions de rugbi de Nova Zelanda a l'estranger.
A la gira del 1924 per les Illes Britàniques, França i Canadà, l'equip va representar un Haka anomenat "Ko Niu Tireni" compost per dos aficionats que acompanyaven l'equip i va ser portat al terreny de joc pel que ha estat considerat com el primer jugador estrella dels All Blacks, George Nepia. Tot i així, en dues oportunitats no se'n va representar cap. Llavors, la premsa va deixar de banda l'aspecte esportiu i va criticar durament que no s'havia representat cap Haka.
En qualsevol cas, els Hakas no sempre es representaven abans dels partits. Per exemple, a la gira del 1936 no se'n va representar cap, encara que sí que se'n van organitzar en alguns actes de societat. En les primeres dècades rarament se'n representaven com a local; és a dir a Nova Zelanda; com per exemple durant la visita dels Springbroks a Wellington el 1921.
Amb el temps i el reclam per part del públic dels rivals, va anar adquirint protagonisme. Avui en dia ja és obligatori degut als drets televisius.
El 28 d'agost 2005 abans d'un partit corresponent al torneig de Tres Nacions a Carisbrook de manera inesperada van representar un nou Haka, el "Kapa o Pango"; portat al terreny en aquesta ocasió per una altra superestrella dels All Blacks el mític Tana Umaga destacant per una agressivitat més accentuada i acabant amb el gest del degollament. Els All Blacks van guanyar el partit però la representació del "Kapa o Pango" no va quedar exempta de polèmica. els dies posteriors, el Haka amb el gest del degollament va aixecar molta polseguera dins i fora de Nova Zelanda. Derek Llardelli un notable compositor de Hakas i el seu creador, es va defensar al·legant que aquest gest era molt típic de les tribus "Ngati Porou". darrerament amb la popularització dels All Blacks han anant alternant diferents Hakas sent el "Ka Mate" el més popular. Al Tres Nacions del 2010 l'equip tornà a representar el Kapa O Pango davant de Sud-àfrica; aquesta vegada sens el polèmic gest del degollament que va ser suprimit el 2007 després que moltes federacions de països i la premsa internacional el critiquessin per considerar-ho execessiu.
Molt s'ha discutit en l'àmbit de l'esport professional si allò de permetre una representació extra-esportiva no es pot considerar un avantatge afegit a l'hora de competir. El cas és que al llarg de la seva història el Haka ha estat envoltat tant de polèmiques com de seguidors; en diferents partits, sobretot de copa del món, molts jugadors han optat per "menysprear" la representació del Haka (sobretot amb exercicis de preescalfament) entre ells, l'australià David Campese a la semifinal del 1991, o la "donada d'esquena" fent una pinya en cercle de l'equip italià durant la fase de grups del mundial de 2007. De vegades, fins i tot han estat a punt de barallar-se amb algú de l'equip rival, com en la final del Mundial del 1995.
En 1999 a Sydney, amb un estadi ple de més de 100.000 persones van respondre al Haka des de la grada cantant "Waltzing Matilda" (una cançó de folk molt arrelada a la cultura australiana).
El mateix es repetí a Anglaterra el 2010, aquest cop tot l'estadi cantant "Swing Low, Sweet Chariot" (una altra cançó fortament arrelada a la cultura anglesa) van "ofegar" la representació del Haka.
En la majoria del casos, tret del 2007, el resultat ha estat desfavorable pels All Blacks, la qual cosa reforça l'opinió de molts jugadors i tècnics que el consideren un avantatge, i critiquen que per la seva consideració cultural no pugui ser respost. Per entendre això, cal dir que el Haka abans d'un partit pot semblar molt vistós des de la grada, però pels All Blacks és una eina d'intimidació que executen amb tota la intencionalitat.
El 2005, els All Blacks van acordar amb la unió de rugbi del País de Gal·les repetir les seqüències originals d'un polèmic partit jugat un segle enrere, allò comprenia les representacions del Haka després del "God Defend New Zealand" (himne nacional neozelandès) i abans del "Hen Wlad fy Nhadau" (l'himne del País de Gal·les). Per un altre partit de l'any següent la federació Gal·lesa va demanar un altre cop que es tornés a repetir les representacions la qual cosa no va agradar a l'equip per considerar que allò pretenia fer servir l'himne gal·lès com una "resposta" al Haka. llavors l'equip neozelandès en un acte sense precedents va optar per representar el Haka als vestidors. La grada va reprovar el fet escridassant mentre veien el Haka pels monitors externs.
Una altra crítica al Haka és la discutida concepció, sobretot dins l'ètnia maori, que només pot ser representada per homes (com a guerrers). En resposta a això grups de lluita per la igualtat de Nova Zelanda han representat Hakas mixtos o "només per dones".

## Història

### L'arribada del rugbi a Nova Zelanda
El Rugby Football va ser introduït a Nova Zelanda per Charles Monro a finals de 1860;. Monro va descobrir l'esport al mateix temps de completar els seus estudis al Col·legi de Crist, Finchley, Anglaterra. El joc de rugbi per primera vegada a Nova Zelanda va tenir lloc al maig de 1870 a Nelson entre el Nelson del club i el Col·legi Nelson. La primera unió federativa es va formar l'any 1879, a Canterbury.
Dos anys més tard la primera selecció surt de gira a l'estranger, concretament a Nova Gal·les del Sud, Austràlia. Nova Zelanda va jugar i guanyar vuit partits.
L'any 1892 va veure la llum la formació de la New Zealand Rugby Football Union; la NZRU avui en dia.
Durant la seva primera gira per Gran Bretanya en 1905 un representant de l'equip de Nova Zelanda, als que aleshores es referien com "els originals" ja comença a anomenar-los "all blacks", segons sembla, després que un diari anglès hagués comès un error tipogràfic al definir el seu joc com si juguessin tots en la posició de"all (full) backs" (arriers). l'única derrota d'aquesta gira va ser 3-0 a Cardiff, País de Gal·les en un partit disputadíssim que ha entrat en la cultura popular dels dos països a causa de la controvèrsia sobre un assaig anul·lat, el qual hagués deixat un empat final 3-3.
La rivalitat de Nova Zelanda amb Sud-àfrica va començar el 1921, quan els Springboks (com es coneix l'equip de Sud-àfrica) va encetar una gira per Nova Zelanda amb una sèrie de test matches van acabar en empat. Nova Zelanda per la seva banda, va viatjar després a Sud-àfrica per primera vegada el 1928 i aquesta sèrie també van acabar en empat.
La gira del 1976 dels All Blacks a Sud-àfrica va generar molta controvèrsia i va donar lloc al boicot dels Jocs Olímpics d'Estiu d'aquell any per part de 33 nacions africanes després que el COI es va negar a sancionar l'equip per jugar partits amb la Sud-àfrica de l'apartheid. seguidament la gira de 1981 de Sud-àfrica a Nova Zelanda igualment va provocar protestes locals per la mateixa raó. el 1985 la gira a Sud-àfrica va ser cancel·lada després que la NZRU argumentara que la gira violava els acords de la seva constitució.

### Comencen els mundials
La Copa Mundial inaugural del 1987 anomenada "Copa Webb Ellis" va ser coorganitzat amb Austràlia i guanyada per Nova Zelanda, que va vèncer a França en la final jugada a Eden Park, Auckland. durant tot el torneig els All Blacks només va concedir 52 punts i va anotar 43 assajos en sis partits en el camí al títol, superant pel camí a Itàlia, Fiji, Argentina, Escòcia, Gal·les i França.
A la Copa del Món de 1991 Nova Zelanda era un equip en plena transició i van ser eliminats per Austràlia en una semifinal jugada al Lansdowne Road,Dublin.
En el mundial de 1995 a Sud-àfrica, van ser una vegada més els favorits per emportar-se el campionat. El seu paper es va confirmar quan un jove Jonah Lomu (a vegades considerat el millor jugador de la història del rugbi) va meravellar marcant quatre assajos contra Anglaterra en la semifinal.
La final la van perdre 15-12 davant la selecció local de Sud-àfrica en un partit èpic que marcaria la fi simbòlica de l'apartheid. Aquella final no va quedar lliure de polèmica després que més tard la federació neozelandesa manifestés que el seu equip havia estat intoxicat deliberadament en la seva concentració el dia abans de la final amb aigua i menjar adulterat.

### L'era professional del rugbi
L'era professional en el rugbi va començar el 1995, marcat per la creació del grup de SANZAR (una combinació de Sud-àfrica, Nova Zelanda i Austràlia) que es va formar amb el propòsit de vendre els drets televisius dels dos nous tornejos de l'hemisferi sud, el Súper 12 (els millors 12 clubs) i el Tres Nacions (les 3 seleccions). el primer Tres Nacions va ser tenir lloc el 1996, amb Nova Zelanda endunt-se el trofeu. en aquest torneig els All Blacks van guanyar una sèrie de test matches a Sud-àfrica per primera vegada.
Van tornar a guanyar el Tres Nacions el 1997 abans de perdre per primera vegada el 1998.
Es van recuperar per la Copa del Món de 1999 derrotant a Anglaterra en la fase de grups i a Escòcia en quarts de final i quedant finalment eliminats a la semifinal contra França a Twickenham.
Al Tres Nacions del 2000 i 2001 acaben en segon lloc, després en guanyarien les edicions de 2002 i 2003.
En la Copa del Món de 2003, com sempre favorits, van dominar la fase de grups amb victòries davant Itàlia, Canadà i Tonga abans de guanyar un dels partits més competitius del torneig contra País de Gal·les. Derrotaren a Sud-àfrica, un equip que mai havien vençut en la Copa del Món però van perdre davant Austràlia a la semifinal a Sydney.
Al Tres Nacions del 2004 van quedar últims després 2 victòries i 2 derrotes per després enllaçar un seguit de 3 tres nacions (2005, 2006, 2007) i arribar al mundial del 2004 com era d'esperar com els grans favorits. allà van creuar-se un altre cop amb frança en un partit desplaçat a cardiff i van caure eliminats en dels millors partits que s'ha vist mai.
Malgrat això, el 2008 van tornar a guanyar el tres nacions encadenant així 4 tornejos seguits coincidint amb una de les seves millors formacions amb jugadors com Jerry Collins, Josevata Rokocoko, Daniel Carter o Richie MacCaw.
A partir del 2009 després d'una segona posició al tres nacions, amb la capitania de Richie MacCaw comença a prendre forma l'equip actual i torna el 2010 amb una demostració de joc i un grand slam (6 victòries sense derrotes).
A l'edició del tres nacions de 2011 clarament marcada per la proximitat del mundial com país organitzador assoleix una discreta segona posició. tot per demostrar aquest mateix any en la setena edició de la copa Webb Ellis. amb un país completament abocat amb l'organització i el seu equip, Nova Zelanda viu amb molta passió (i una forta pressió mediàtica per aconseguir el títol) un mundial on els all blacks són més favorits que mai. El 9 de setembre debuten a l'estadi Eden Park amb una victòria clara contra la selecció de Tonga per 41-10. En el segon partit jugat a l'estadi de Waikato, Hamilton sense el seu capità Richie MacCaw ni Dan Carter derroten a la selecció del Japó amb una folgada victòria 83-7; en un partit on van aconseguir 13 assajos. En el tercer partit jugat contra França al eden park, Auckland els all blacks guanyen per marcador de 37-17 assegurant així el primer lloc del seu grup a la fase eliminatòria. en l'últim partit de la ronda preliminar Nova Zelanda guanya a Canada 79-15 en partit on han marcat 12 assajos. Pels quarts de final la selecció de Nova Zelanda queda emparellada amb la selecció d'Argentina a la qual derrotaria per 33-10. La semifinal va tenir lloc a l'Eden Park stadium i els All Blacks van derrotar a la selecció d'Austràlia 20-6. La final va tenir lloc també a l'Eden Park, Aukcland i la selecció de Nova Zelanda va derrotar en un partit molt igualat a la selecció de França per un ajustat 7-8; així els All Blacks guanyaren el seu segon mundial 24 anys després en el mateix escenari i davant el mateix rival.

### Nova Zelanda en el Rugbi Championship (des de 2012)
A partir de l'any 2012, Sud-àfrica, Argentina, Austràlia i Nova Zelanda disputen el Rugbi Championship, un torneig anual que ajunta a les 4 seleccions de rugbi més poderoses de l'hemisferi sud. En la seva primera edició Austràlia va acabar en la segona posició.
| Campionat de rugbi (2012 – ) | Campionat de rugbi (2012 – ) | Campionat de rugbi (2012 – ) | Campionat de rugbi (2012 – ) | Campionat de rugbi (2012 – ) | Campionat de rugbi (2012 – ) | Campionat de rugbi (2012 – ) | Campionat de rugbi (2012 – ) | Campionat de rugbi (2012 – ) | Campionat de rugbi (2012 – ) | Campionat de rugbi (2012 – ) |
| Nació                        | Partits                      | Partits                      | Partits                      | Partits                      | Punts                        | Punts                        | Punts                        | Punts extra                  | Taula de punts               | Campionats                   |
| Nació                        | jugats                       | guanyats                     | retirats                     | perduts                      | a favor                      | en contra                    | dif                          | Punts extra                  | Taula de punts               | Campionats                   |
| ---------------------------- | ---------------------------- | ---------------------------- | ---------------------------- | ---------------------------- | ---------------------------- | ---------------------------- | ---------------------------- | ---------------------------- | ---------------------------- | ---------------------------- |
| Nova Zelanda                 | 21                           | 18                           | 1                            | 2                            | 628                          | 337                          | +291                         | 11                           | 85                           | 3                            |
| Austràlia                    | 21                           | 10                           | 1                            | 10                           | 434                          | 515                          | −81                          | 3                            | 45                           | 1                            |
| Sud-àfrica                   | 21                           | 10                           | 1                            | 10                           | 522                          | 424                          | +98                          | 10                           | 52                           | 0                            |
| Argentina                    | 21                           | 2                            | 1                            | 18                           | 337                          | 645                          | −308                         | 8                            | 18                           | 0                            |

Actualització: 8 d'agost de 2015 
 Fonts: espnscrum.com
El 31 d'octubre de 2015, els All Blacks es van proclamar vencedors del campionat del món per segona vegada consecutiva, fet que succeïa per primer cop a la història (mai cap selecció havia aconseguit guanyar dos copes del món seguides), després d'imposar-se a la final a Austràlia, per 34 a 17, en la final disputada a Twickenham (Londres).

## Històric de resultats
Nova Zelanda és l'únic equip del món que té un rècord de victòries respecte a tota la resta d'equips nacionals. Han guanyat 411 dels seus 536 test matches – 76.68% (vegeu taula), i a casa només ha perdut 37 vegades. Des que es va crear el World Rànquing a l'octubre de 2003, Nova Zelanda ha ocupat el lloc nombre un la major part del temps. En la dècada de 2000 a 2009, Nova Zelanda va guanyar 100 tests (un percentatge de victòries del 82%).
Sólolo han derrotat cinc nacions, i també per dos equips combinats, els British and Irish Lions i una selecció World XV.
Al setembre de 2014 els All Blacks portaven una ratxa invictes de 20 tests i un rècord de 36 victòries en tests seguits a casa.
La ratxa de victòries més llarga de Nova Zelanda és 17 victòries en tests, aconseguida entre 1965 i 1970 i de nou entre 2013 i 2014; la segona ratxa victoriosa va incloure tots i cadascun dels partits jugats l'any 2013. La seva ratxa més llarga invictes és de 23 tests (de 1987 a 1990) amb un joc empatat.
El seu rècord de punts de tots els temps de tests està en 14.308 punts a favor i 6.949 contra (a data 17 d'octubre de 2015). Moltes de les majors derrotes que han sofert la resta de països ha estat a les mans de Nova Zelanda -els equips nacionals de França, Irlanda, Argentina, Fiji, Samoa, Tonga, Japó, i Portugal tots ells han sofert les seves majors derrotes a les mans dels neozelandesos. La major victòria dels All Blacks en un test va ser 145–17 contra Japó en 1995, mentre que la seva major pèrdua va ser 28–7 a les mans d'Austràlia en 1999.
A baix hi ha un resum dels resultats de Nova Zelanda:
| Adversari                  | Jugats | Guanyats | Perduts | Empatats | % Efectivitat |
| -------------------------- | ------ | -------- | ------- | -------- | ------------- |
| Argentina                  | 22     | 21       | 0       | 1        | 95.45%        |
| Austràlia                  | 154    | 105      | 42      | 7        | 68.18%        |
| Canadà                     | 5      | 5        | 0       | 0        | 100%          |
| Escòcia                    | 30     | 28       | 0       | 2        | 93.33%        |
| Estats Units               | 3      | 3        | 0       | 0        | 100%          |
| Fiji                       | 5      | 5        | 0       | 0        | 100%          |
| França                     | 55     | 42       | 12      | 1        | 76.36%        |
| Gal·les                    | 30     | 27       | 3       | 0        | 90.00%        |
| Geòrgia                    | 1      | 1        | 0       | 0        | 100.00%       |
| Anglaterra                 | 40     | 32       | 7       | 1        | 80.00%        |
| Irlanda                    | 28     | 27       | 0       | 1        | 96.43%        |
| Itàlia                     | 12     | 12       | 0       | 0        | 100%          |
| Japó                       | 3      | 3        | 0       | 0        | 100%          |
| Lleons Britànic-irlandesos | 38     | 29       | 6       | 3        | 76.32%        |
| Namíbia                    | 1      | 1        | 0       | 0        | 100%          |
| Pacific Islanders          | 1      | 1        | 0       | 0        | 100%          |
| Portugal                   | 1      | 1        | 0       | 0        | 100%          |
| Romania                    | 2      | 2        | 0       | 0        | 100%          |
| Samoa                      | 6      | 6        | 0       | 0        | 100%          |
| Sud-àfrica                 | 90     | 52       | 35      | 3        | 57.78%        |
| Tonga                      | 5      | 5        | 0       | 0        | 100%          |
| World XV                   | 3      | 2        | 1       | 0        | 66.67%        |
| Total                      | 535    | 410      | 106     | 19       | 76.64%        |